# Torno & C.
L'entreprise Torno & C. S.p.A. était une entreprise italienne de BTP spécialisée dans les grands travaux de génie civil et particulièrement les infrastructures. Elle a disparu en 2011.

## Histoire
Après avoir fait ses premiers pas dans l'entreprise Vizzola SpA, spécialiste de la construction de barrages et usines hydroélectriques, le jeune Giuseppe Torno, né en 1896, prend la direction de la petite entreprise familiale de bâtiment et travaux publics fondée par son père en 1906. Il réalisera, en association avec d'autres entreprises italiennes :
- le barrage de Sardegnana (it)[1],[2] (1925),
- la centrale hydroélectrique de Carona et conduites forcées (1925),
- la pose du câble de téléphone terrestre Reggio de Calabre-Milan,

En 1929, Giuseppe Torno fonde l'entreprise qui portera son nom Dott. Ing. Giuseppe Torno & C.. Très vite, l'entreprise acquiert une excellente renommée et son activité connaît un succès toujours plus important au point d'être sollicitée pour participer à des appels d'offres internationaux.

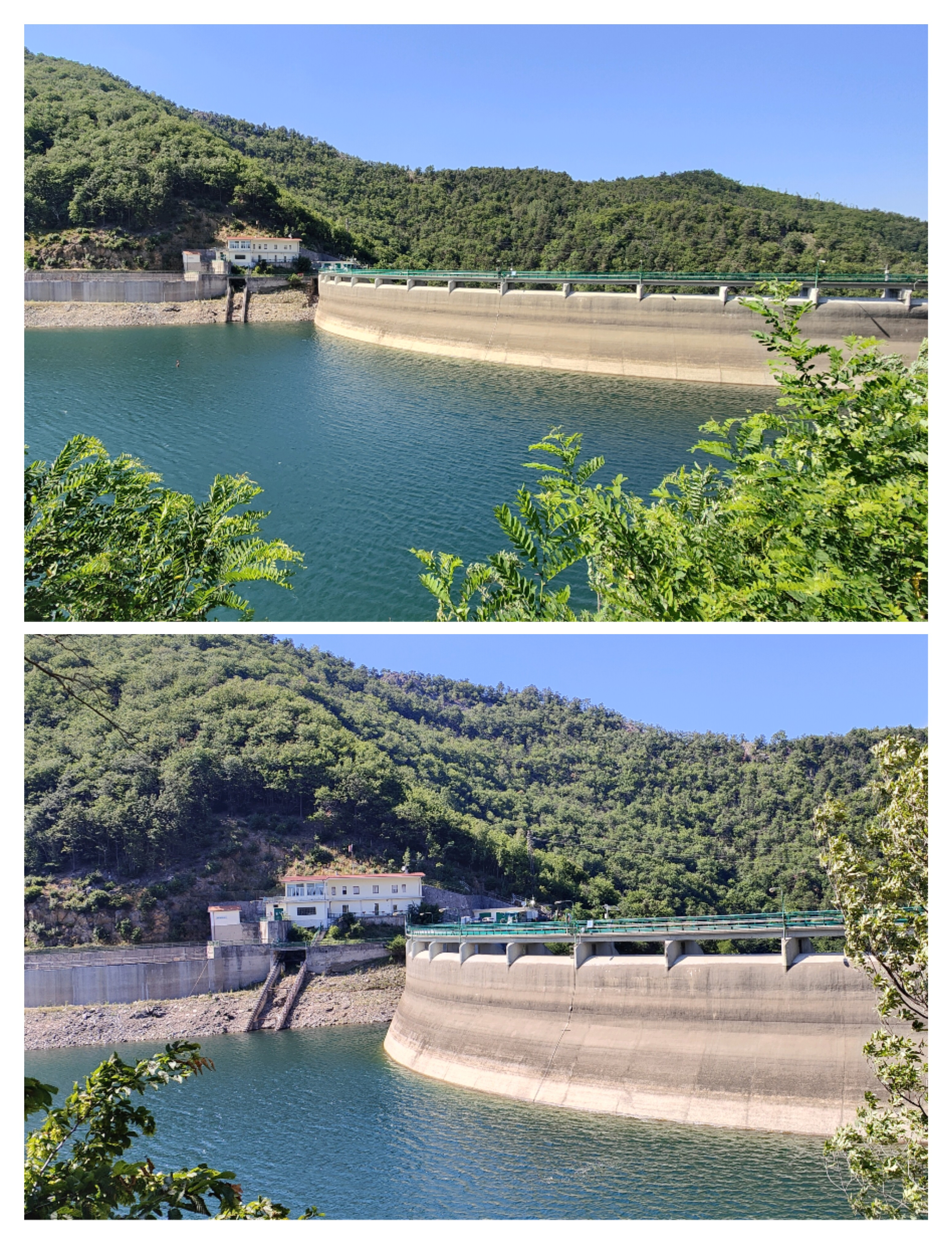
Vues du barrage d'Orsiglia (1937)

En 1936, l'entreprise Torno & C. construit les deux premiers lots de la l'autoroute Gênes-Milan au départ de Gênes avec le premier tunnel dei Giovi, alors appelé tunnel du Littorio. Le marché comprenait également la construction de quatre ponts/viaducs pour une longueur totale de 400 mètres. Dès lors, la présence de l'entreprise Torno & C. commence à se faire remarquer sur toutes les routes du monde… En 1937, elle débute la construction du barrage d'Osiglia (it) en Ligurie et du Canale Industriale (it) pour alimenter la centrale électrique de Tornavento de Lonate Pozzolo dans la province de Varèse, au nord de Milan.
Pendant les années de guerre, l'entreprise réussira à construire :
- le barrage sur le Lumiei (it)[3] en Calabre pour la compagnie électrique S.A.D.E. SpA de Venise,
- le canal Cimena (13 km le long du Po entre Turin et San Mauro Torinese), de l'exutoire d'Olginate sur l'Adda pour réguler les eaux du lac de Côme.

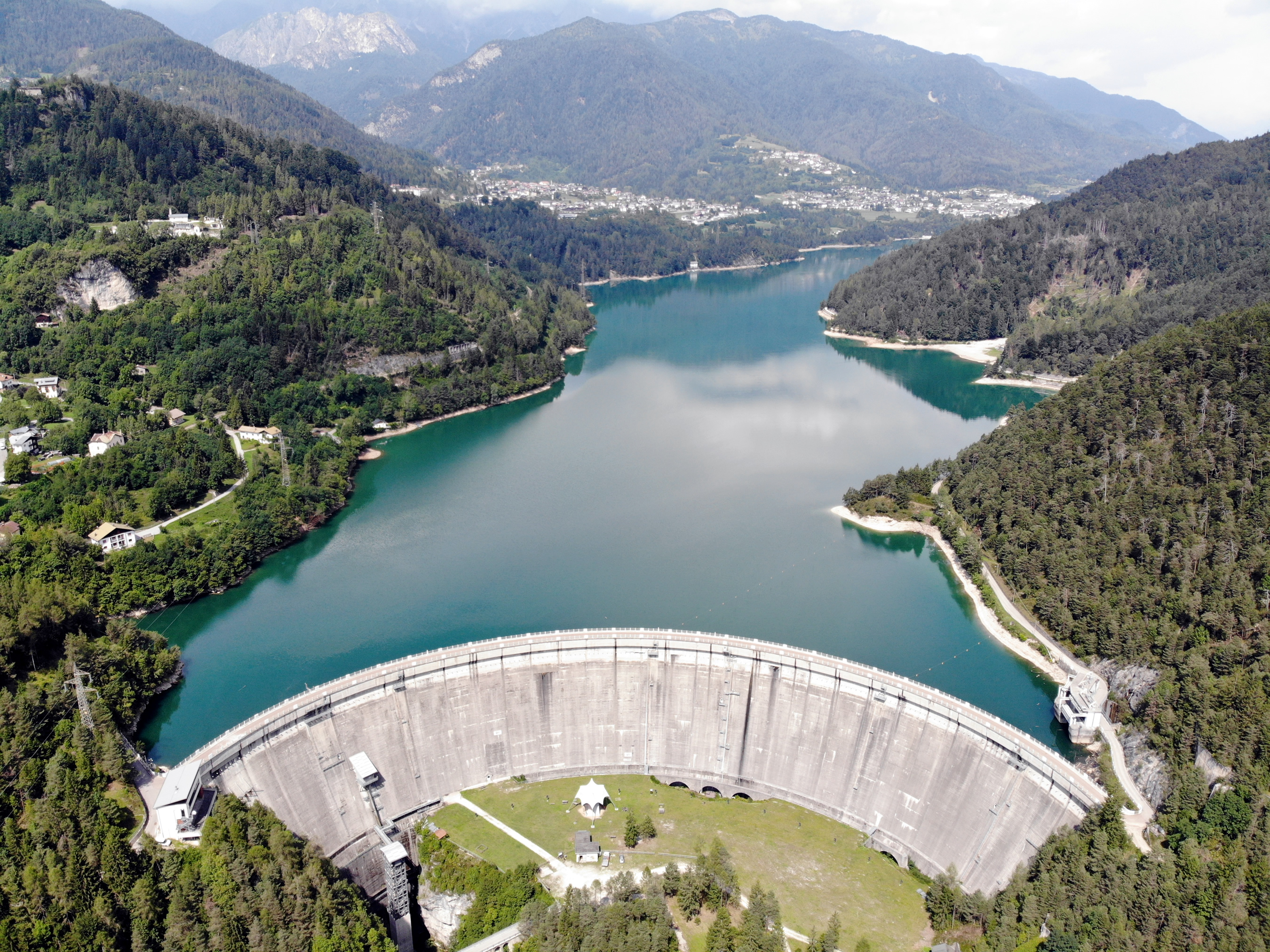
Barrage de Pieve di Cadore (1949)

Dans les années de la reconstruction (1947-1957) Torno SpA a construit huit barrages en béton :
- Pieve di Cadore[4],[5] pour S.A.D.E. SpA
- Forte Buso[6] pour la compagnie SMIRREL de Feltre
- Fedaia[7] pour S.A.D.E. SpA,
- Gioveretto[8] pour la compagnie Montecatini,
- Beauregard[9] pour la Società Idroelettrica Piemonte (S.I.P.),
- Vallarsa[10] pour la Compagnie électrique de Vérone.

Les techniques d'avant-garde adoptées pour la construction de certains de ces barrages ont valu à Giuseppe Torno un diplôme honorifique en génie civil de l'École polytechnique de Milan.
En 1955, les marchés étrangers s'ouvrent pour l'entreprise TORNO SpA avec la construction du barrage de Kariba dans le cadre de sa participation au groupement Impresit Kariba constitué des entreprises italiennes Fiat Impresit, Girola, Lodigiani et Torno & C. de 1955 à 1959. De nombreux ouvriers italiens déplacés ont participé à la construction du grand barrage sur le Zambèze et, au-delà des travaux, l'honneur n'a pas manqué.
Frank Clements écrit, dans son livre Kariba, Le combat avec le dieu du fleuve :
« Les Italiens avaient perdu six semaines à cause des aléas du fleuve. Il fallait les récupérer. Pour les Italiens, c'était une question de fierté de montrer à tous comment ils pouvaient surmonter l'adversité. Ils étaient déterminés à ne pas chercher d’excuses et devaient à tout prix atteindre leur premier objectif qu'ils atteignirent quatre jours plus tôt que prévu. À partir de ce moment, la capacité des Italiens à faire face à cette tâche ne fit aucun doute. En un an, en effet, le pendule de l'opinion publique qui, auparavant se moquait d'eux, a basculé. ».
En 1957, l'entreprise Torno SpA commence la construction du canal Zevio pour la compagnie Sava SpA de Porto Marghera (Venise) ; en 1958, le barrage du Vajont et deux ans plus tard le barrage de Mis, tous deux pour S.A.D.E. SpA. L'entreprise entame ensuite les travaux de génie civil des centrales hydroélectriques de Colombere et de Sondrio, la centrale nucléaire de Latina ainsi que trois lots du métro de Milan.
En 1958, l'entreprise réalise, au sein du Politecnico de Milan, l'institut de Physique et d'études nucléaires Enrico Fermi et, en 1960, le barrage de Neves.
Après la catastrophe de Vajont en 1963, Giuseppe Torno a déclaré : « Nous devons changer de métier ». Ce désastre a fait reconsidérer tous les projets de construction de nouveaux barrages en Italie. Bien que le barrage - malgré la catastrophe - ait très bien résisté, Giuseppe Torno, qui l'avait construit pour le compte de S.A.D.E. SpA, s'est tourné vers le programme naissant de construction d'autoroutes et de voies ferrées italiennes qui sillonneraient la péninsule de long en large. C'est ainsi que l'entreprise Torno SpA est devenu un des principaux constructeurs d'autoroutes en Italie en construisant plusieurs tronçons : 
- Autostrada del Sole A1,
- l'autoroute Naples-Bari,
- autoroute « des Lacs » Milan-Laghi,
- autoroute A6 Ceva-Fossano,
- autoroute A18 Messine-Catane,
- autoroute A12 Sestri Levante-Livourne,
- autoroute A19 Palerme-Catane,
- A51 Tangenziale Est de Milan,
- Autoroute A14 Bologne-Canosa,
- autoroute A18 Messine-Patti.

Dans le domaine ferroviaire, l'entreprise Torno SpA s'est distinguée avec la réalisation du doublement de la ligne Gênes-Voltri, le long de la Riviera, au cœur des Apennins de Ligurie et de nombreux tronçons du Métro de Milan.
Malgré l'arrêt de son activité de construction de barrages en Italie, l'entreprise l'a poursuivie à l'étranger. Entre 1961 et 1973, elle a engagé la réalisation des barrages :
- Khashm El Girba au Soudan. La construction de ce barrage a représenté une phase particulière car c'était la première fois que l'entreprise Torno SpA réalisait un ouvrage à l'étranger de cette ampleur, seule.
- barrage de Roggiasca (it)[13],
- barrage de Punt (de)[14] en Suisse,
- barrage d'Acaray (es)[15] au Paraguay, le barrage de Gökçekaya en Turquie,
- barrage de Tachien (en) à Formose.

En Zambie, outre les barrages, l'entreprise a construit, en 1966, une des routes les plus importantes du pays, longue de 267 km.
L'entreprise Torno & C. va réaliser également plusieurs ouvrages sur le Parc Disneyland et le troisième anneau de la surélévation du stade San Siro de Milan pour la Coupe du monde de football Italia 90.
En 1990, l'entreprise est impliquée dans l'enquête Mani Pulite lancée par le juge Antonio Di Pietro qui va éclabousser nombre d'entreprises italiennes.
Enfin, une de ses dernières réalisations sera le barrage de Al-Wahda (en), en groupement avec Impregilo, le plus important du Maroc.
L'entreprise a connu les premières difficultés financières dès le début du XXIe siècle avant de faire faillite en 2011.